# Meander (geografia)

Powstawanie meandrów: 1 – pierwotny bieg rzeki, 2 – po utworzeniu meandrów

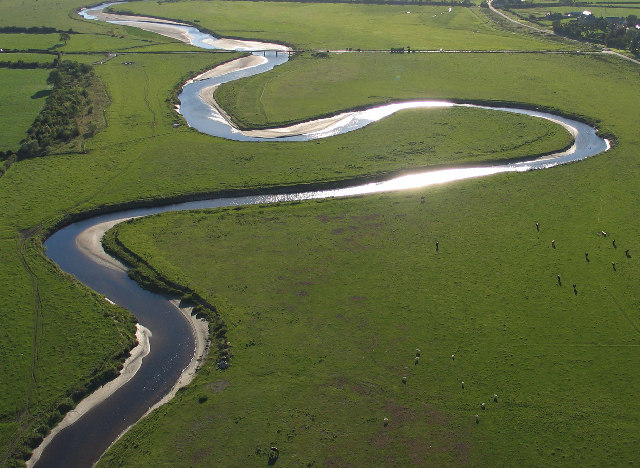
Meandry rzeki Wampool

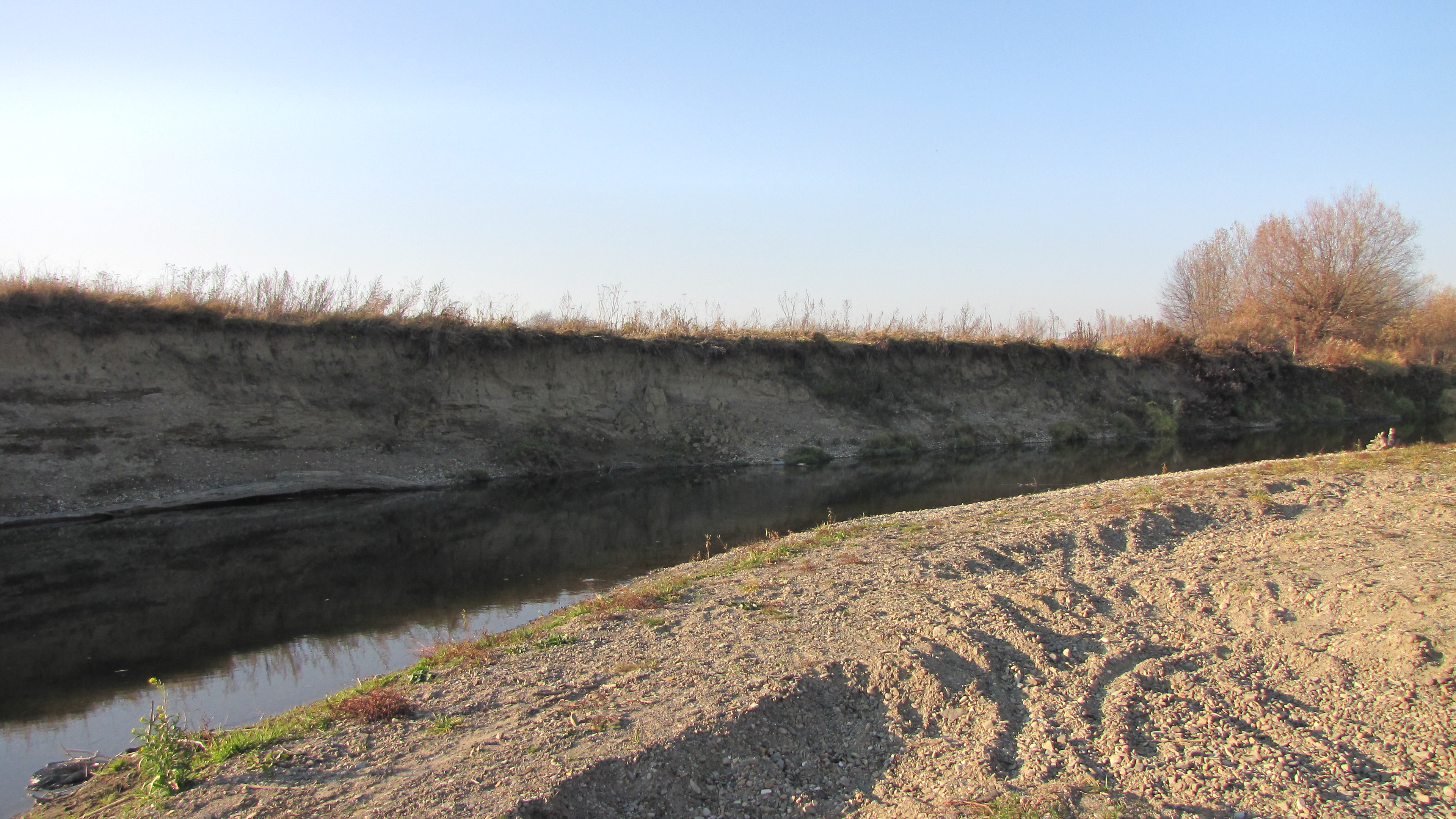
Podcinana skarpa i łacha na rzece Jasiołka

Meander – fragment koryta rzeki o kształcie przypominającym pętlę lub łuk. Jest to forma związana z krętym przebiegiem koryta rzeki, tworzącym zakręty, pętle i nawroty.
Brzegi koryta w obrębie meandru są odmiennie wykształcone:
- wklęsły (zewnętrzny) – jest stromy wskutek podcinania przez nurt rzeki (erozja boczna); również rzeka u stóp tego brzegu jest najgłębsza;
- wypukły (wewnętrzny) – łagodny; zachodzi na nim odkładanie osadu w postaci łachy meandrowej (łacha; odsyp)

Meandry tworzą się zazwyczaj na terenach nizinnych, w dolnym oraz środkowym odcinku rzeki, tam gdzie ma ona mały spadek oraz słaby nurt, wskutek erozji bocznej. Meandry przesuwają się w miarę upływu czasu ku ujściu rzeki, zwiększając swoją krzywiznę oraz poszerzając dolinę. Mogą wówczas zostać odcięte od głównego biegu rzeki, np. wskutek chwilowego podniesienia się poziomu wody i wymycia nowego koryta; wówczas dawny meander staje się starorzeczem. Taka zmiana biegu rzeki nazywa się awulsją.
Przewężenie pomiędzy dwoma zakolami nazywa się szyją meandru. W miarę upływu czasu podcinanie zewnętrznego brzegu meandru powoduje często coraz silniejsze zwężanie szyi zakola, a wreszcie doprowadza do przecięcia jej i wyprostowania przebiegu rzeki na tym odcinku. W związku ze skróceniem drogi przepływu i zwiększeniem spadku – rzeka szybko pogłębia tu swe nowe koryto, a dawny meander przekształca się w starorzecze w postaci łukowatego jeziora.
Koryta rzeczne o bardzo krętym przebiegu, lecz głęboko wcięte w utwory podłoża i posiadające z obu stron wyraźne krawędzie noszą nazwę meandrów wciętych. Wiąże się to z odpornością i ułożeniem skał w których biegnie dolina.
Meandry występują na terasach zalewowych wielu nizinnych rzek Polski, np. na Narwi, dolnym Bugu i dolnym Wieprzu. Meandry wcięte spotyka się głównie na rzekach górskich (np. w górnym i środkowym biegu Dunajca i Sanu) i to raczej w postaci dolin meandrowych, szerszych od rzeki która w nich dzisiaj płynie.
Nazwa meander pochodzi od rzeki Menderes (Meander) płynącej w Azji Mniejszej, tworzącej liczne zakola.